# Campionati italiani di aquathlon del 2006
I Campionati italiani di aquathlon del 2006 (VII edizione) sono stati organizzati dalla Federazione Italiana Triathlon e si sono tenuti a Stintino in Sardegna, in data 6 agosto 2006.
Tra gli uomini ha vinto Jonathan Ciavattella ( Esercito), mentre la gara femminile è andata a Cristina Giribon ( Fiamme Oro).

## Risultati

### Élite uomini
| Pos. | Atleta               | Società sportiva      | Corsa    | Nuoto    | Corsa    | Totale   |
| ---- | -------------------- | --------------------- | -------- | -------- | -------- | -------- |
|      | Jonathan Ciavattella | Esercito              | 00:09:08 | 00:11:59 | 00:09:26 | 00:30:33 |
|      | Gabriele Pertusati   | Peperoncino Team      | 00:09:09 | 00:12:23 | 00:09:02 | 00:30:34 |
|      | Danilo Brustolon     | Fiamme Oro            | 00:08:59 | 00:12:46 | 00:09:37 | 00:31:22 |
| 4    | Luca Villa           | Fiamme Oro            | 00:09:21 | 00:13:34 | 00:09:43 | 00:32:38 |
| 5    | Pier Luigi Musu      | Survival              | 00:09:26 | 00:13:13 | 00:10:06 | 00:32:45 |
| 6    | Marco Quintavalle    | Fiamme Oro            | 00:09:25 | 00:13:52 | 00:09:37 | 00:32:54 |
| 7    | Salvatore Campagna   | Triathlon Club Trabia | 00:09:26 | 00:13:44 | 00:09:55 | 00:33:05 |
| 8    | Matteo Smith         | Fiamme Oro            | 00:10:21 | 00:14:07 | 00:09:30 | 00:33:58 |
| 9    | Fabrizio Fabbri      | Minerva Roma          | 00:10:05 | 00:14:21 | 00:09:58 | 00:34:24 |
| 10   | Giuseppe Di Noto     | Triathlon Club Trabia | 00:09:57 | 00:13:48 | 00:10:42 | 00:34:27 |
| 11   | Michele Gandolfo     | Fiamme Oro            | 00:10:20 | 00:13:57 | 00:10:20 | 00:34:37 |
| 12   | Alessandro Putzolu   | Villacidro Triathlon  | 00:09:27 | 00:15:52 | 00:09:21 | 00:34:40 |
| 13   | Nicola Capra         | Survival              | 00:09:40 | 00:15:04 | 00:10:08 | 00:34:52 |
| 14   | Carlo Ennas          | Fuel Triathlon        | 00:09:35 | 00:15:39 | 00:09:44 | 00:34:58 |
| 15   | Antioco Porcu        | Mens Sana             | 00:10:09 | 00:14:34 | 00:10:27 | 00:35:10 |
| 16   | Marco Raddino        | Fiamme Oro            | 00:10:25 | 00:14:13 | 00:11:03 | 00:35:41 |
| 17   | Marco Pittau         | Villacidro Triathlon  | 00:10:09 | 00:14:26 | 00:11:22 | 00:35:57 |
| 18   | Giacomo Vinci        | Canottieri Napoli     | 00:10:34 | 00:14:57 | 00:10:30 | 00:36:01 |
| 19   | Alessandro Dulcis    | Rari Nantes           | 00:10:02 | 00:15:52 | 00:10:13 | 00:36:07 |
| 20   | Roberto Moro         | Trisarca              | 00:10:02 | 00:15:42 | 00:10:35 | 00:36:19 |

### Élite donne
| Pos. | Atleta               | Società sportiva       | Corsa    | Nuoto    | Corsa    | Totale   |
| ---- | -------------------- | ---------------------- | -------- | -------- | -------- | -------- |
|      | Cristina Giribon     | Fiamme Oro             | 00:11:04 | 00:15:15 | 00:10:58 | 00:37:17 |
|      | Adelaide Cappellini  | Fiamme Oro             | 00:12:12 | 00:13:22 | 00:12:26 | 00:38:00 |
|      | Manuela Ascoli       | Minerva Roma           | 00:12:02 | 00:14:49 | 00:11:51 | 00:38:42 |
| 4    | Clara Maria Cesarini | Fiamme Oro             | 00:11:35 | 00:15:23 | 00:11:50 | 00:38:48 |
| 5    | Valentina Carta      | Locabar Sassari        | 00:11:19 | 00:15:26 | 00:12:10 | 00:38:55 |
| 6    | Roberta Tagliaferri  | Rari Nantes            | 00:11:09 | 00:17:27 | 00:11:42 | 00:40:18 |
| 7    | Sabrina Crognale     | Fiamme Oro             | 00:13:00 | 00:15:29 | 00:12:59 | 00:41:28 |
| 8    | Rachele Sailis       | Fuel Triathlon         | 00:11:24 | 00:19:15 | 00:11:30 | 00:42:09 |
| 9    | Francesca Prosperi   | Fiamme Oro             | 00:13:15 | 00:18:32 | 00:12:54 | 00:44:41 |
| 10   | Valeria Curridori    | Villacidro Triathlon   | 00:11:53 | 00:20:30 | 00:12:50 | 00:45:13 |
| 10   | Manuela De Vito      | Centro Ester Triathlon | 00:13:53 | 00:17:46 | 00:13:34 | 00:45:13 |
| 12   | Sonia Solinas        | Locabar Sassari        | 00:13:28 | 00:18:06 | 00:13:58 | 00:45:32 |
| 13   | Alessia Castellana   | Friesian Team          | 00:14:54 | 00:20:05 | 00:15:36 | 00:50:35 |
| 14   | Marisa Cadoni        | Villacidro Triathlon   | 00:14:49 | 00:22:35 | 00:14:53 | 00:52:17 |
| 15   | Patrizia Virdis      | Locabar Sassari        | 00:15:15 | 00:21:54 | 00:17:20 | 00:54:29 |